# Macrophya langtangiensis
Macrophya langtangiensis – gatunek błonkówki  z rodziny pilarzowatych i podrodziny Tenthredininae.
Gatunek ten opisany został w 2000 roku przez Attilę Harisa na podstawie pojedynczej samicy odłowionej w 1949 roku.
Błonkówka ta ma ciało o długości 8,6 mm. Głowa jej jest czarna z białymi i białawobrązowymi elementami, w tym białymi policzkami. Przedni brzeg nadustka jest zaokrąglenie wykrojony na głębokość około ⅓ jego długości. Barwa wargi górnej jest brązowa z brązowawobiałą kropką. Owłosienie głowy i tułowia jest białe. Tułów jest czarny z brązowymi cenchri. Odnóża mają czarne biodra, białe krętarze i czerwone golenie oraz stopy. Przezroczyste skrzydła cechuje czarne użyłkowanie i pterostygma. Te pierwszej pary mają długość 8,4 mm. Odwłok jest gęsto, poprzecznie urzeźbiony, czarny z białymi kropkami po bokach tergitów od drugiego do czwartego oraz czerwoną kropką na tergicie dziewiątym.
Owad znany wyłącznie z lokalizacji typowej w nepalskim Parku Narodowym Langtang.